# Naturfreundejugend Internationale
Die International Young Naturefriends (IYNF) oder Naturfreundejugend Internationale (NFJI) sind der unabhängige Jugendverband der Naturfreunde Internationale (NFI). Er besteht aus 15 Mitgliedern und 14 Partnerorganisationen in vielen europäischen und einem afrikanischen Land. Er repräsentiert mehr als 100.000 junge Menschen in Europa und darüber hinaus und ist Gründungsmitglied des Europäischen Jugendforums (YFJ). Die Gründung erfolgte 1975. Sitz ist Prag.

## Aktivitäten
Die IYNF organisieren drei internationale Seminare pro Jahr und ein Workcamp. In der Regel kommen pro Aktivität um die 30 junge Menschen aus 20 pan-europäischen Ländern zusammen. Außerdem nehmen die IYNF an den UN-Klimakonferenzen der Klimarahmenkonvention der Vereinten Nationen teil und alle zwei Jahre bei dem European Youth Event seines Dachverbandes, dem Europäischen Jugendforum, und dem Europaparlament in Straßburg.

## Struktur und Finanzierung
Das höchste demokratische Gremium der IYNF ist die General Assembly (GA). Dort treffen sich die Delegierten aller Mitgliedsorganisationen alle zwei Jahre. Dazwischen tagt das zweithöchste Gremium, das Council mit je einem Delegierten pro Mitgliedsorganisation. Die GA wählt das Presidium, den Vorstand der IYNF für zwei Jahre, wobei es zu Nachwahlen beim Council kommen kann. Das Präsidium besteht aus maximal fünf Mitgliedern und dem Generalsekretär. Präsident ist aktuell Mamadou Sylla (ASAN, Senegal); Generalsekretärin ist Sina Franz (Naturfreundejugend Deutschlands).
Die IYNF finanzieren sich durch Grants von der EU und dem Europarat. Neben einer vollen Mitgliedschaft im Europäischen Jugendforum sind die IYNF Mitglied des Netzwerks United.

## Deutschsprachige Mitgliedsorganisationen

### Naturfreundejugend Deutschland
Die NaturFreunde Deutschlands (NFD) e. V. nennen sich heute im Untertitel „Verband für Nachhaltigkeit“ und engagieren sich als Nichtregierungsorganisation schwerpunktmäßig für eine Umwelt- und Klimaschutzpolitik, die soziale und ökologische Fragen verknüpft. Sie waren eine der Gründungsorganisationen der Ostermarschbewegung. Vorsitzender ist Michael Müller.
Die Naturfreundejugend Deutschlands ist die Jugendorganisation des Vereines. Die Landesverbände sind in ihrer Arbeit recht unterschiedlich. Die Naturfreundejugend Berlin zum Beispiel arbeitet zu den Themen Antirassismus, Geschlechterverhältnis und Antimilitarismus. Auf Bundesebene sind die Themen Politische Partizipation von Kindern und Jugendlichen, (interkulturelle) nachhaltige Kinder- und Jugendreisen aktuell. Das Mitgliedsbuch der Naturfreunde in Deutschland ist zweisprachig: Deutsch und Esperanto.

### Naturfreundejugend Österreich
Die Naturfreunde Österreich, auch „Touristenverein die Naturfreunde“ (TVN), wurde 1895 in Wien als Arbeiterorganisation zur Pflege des Wanderns und der Touristik gegründet. Von Österreich aus wurde 1905 die Naturfreunde-Internationale gegründet, deren 1. Sekretär der Österreicher Leopold Happisch wurde. 1934 wurden die Naturfreunde in Österreich verboten, nach Kriegsende 1945 wiedergegründet. Die Naturfreunde Österreich verstehen sich heute sowohl als Freizeit- als auch Umweltorganisation. Es gibt neun Landes- und 460 Ortsgruppen.
Die Naturfreundejugend Österreich  ist im Gegensatz zur deutschen Naturfreundejugend weitestgehend unpolitisch. Das Angebot richtet sich eher an die Gruppe der 5- bis 15-Jährigen. Es wird derzeit daran gearbeitet, das Angebot auch für „junge Erwachsene“ interessant zu machen. Hier ist vor allem der internationale Bereich von Bedeutung. Der Hauptsitz ist in Wels in Oberösterreich. Grundsätzlich liegen die Tätigkeitsschwerpunkte in den drei Bereichen Team Alpin (darunter fallen alle Berg- und Klettersportarten), Wintersport und Natur+Umwelt. Von besonderer Bedeutung sind die Ausbildungen im Kletter-, Winter- und Bergsport, die zum Teil in Österreich einzigartig sind.

### Naturfreunde Schweiz
1905 wurden in Zürich, Luzern, Bern und Davos die ersten Naturfreunde-Ortsgruppen der Schweiz durch Arbeiter und Handwerker gegründet. Heute setzen sich die Naturfreunde Schweiz aus rund 170 Ortsgruppen (Sektionen) mit mehr als 10.000 Mitgliedern zusammen.